# Shoopage
Cet article court présente un sujet plus développé dans : Projection thermique.
Le terme de shoopage est souvent utilisé dans la marine pour parler du procédé de projection thermique consistant à appliquer du zinc sur la coque d’un navire à l’aide d’une flamme ou d’un arc électrique, pour protéger cette coque de la corrosion par l’air marin et l’eau salée.